# Protestantischer Friedhof (Rom)

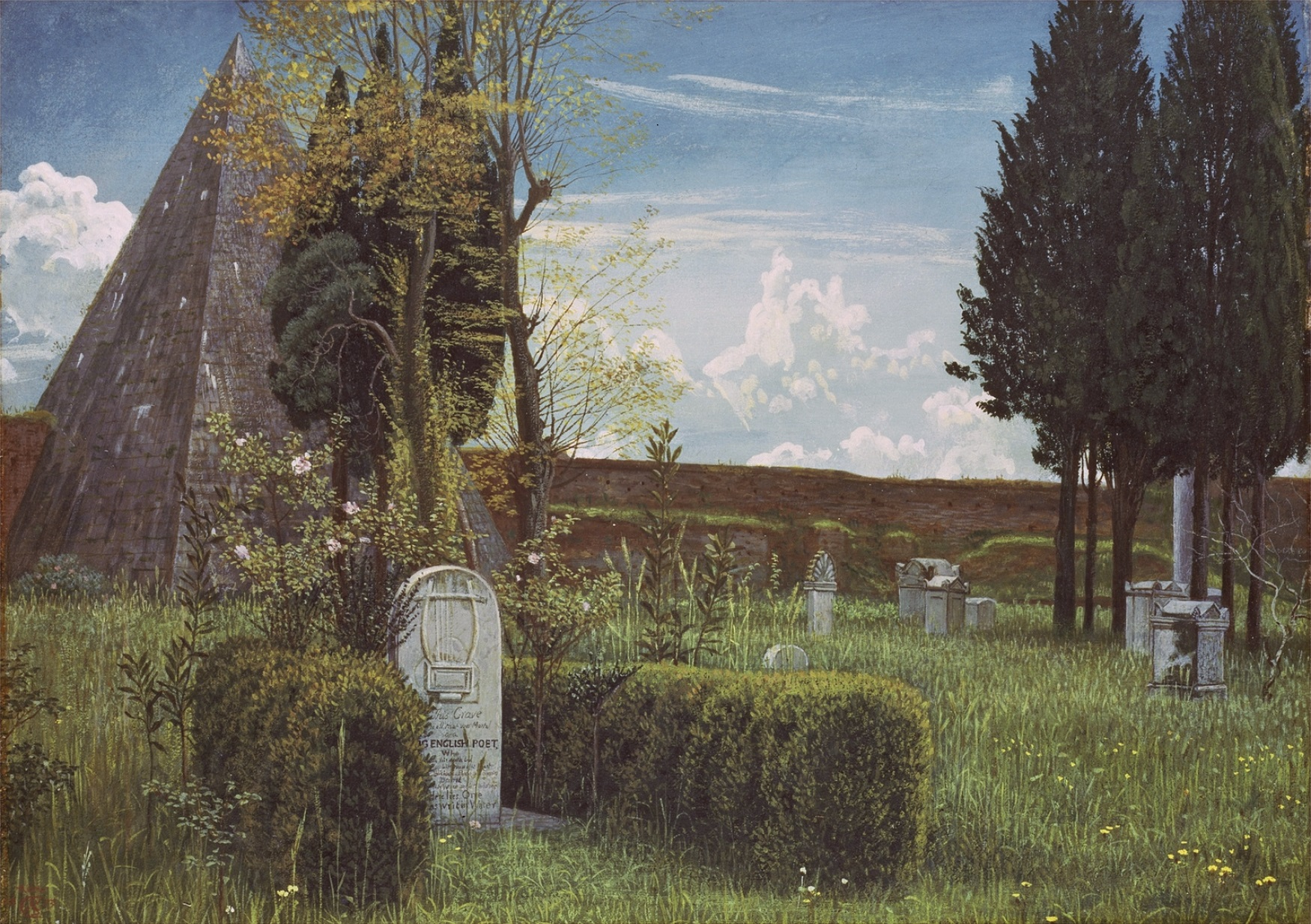
Das Grab von Keats auf dem Protestantischen Friedhof in Rom, Gemälde von Walter Crane (1873)

Der Protestantische Friedhof (italienisch heute Cimitero acattolico (nichtkatholischer Friedhof), historisch auch Cimitero dei protestanti oder Cimitero degli Inglesi) ist ein Friedhof in der italienischen Hauptstadt Rom. Der Friedhof entstand im 18. Jahrhundert, da es nach den Regeln der römisch-katholischen Kirche Bürgern und Reisenden anderer Konfessionen oder Religionen nicht gestattet war, auf den katholischen Friedhöfen der Stadt beigesetzt zu werden. Auf dem Friedhof wurden zunächst vor allem protestantische Engländer und Deutsche beigesetzt; es gibt daneben  aber auch Gräber von orthodoxen und jüdischen Verstorbenen.
Der Cimitero acattolico befindet sich im Viertel Testaccio in der Via Caio Cestio 6 neben der Porta San Paolo und der Cestius-Pyramide.

## Geschichte
Mit dem Aufkommen der Italiensehnsucht kamen seit dem 18. Jahrhundert verstärkt Ausländer nach Rom, die nicht katholischen Glaubens waren, vor allem Engländer und Deutsche. Starben diese in Rom, durften sie nicht auf den allgemeinen Friedhöfen bestattet werden, die Katholiken oder in bestimmten Abteilungen Menschen jüdischen Glaubens vorbehalten waren, wie etwa der Campo di Verano. Für jene verstorbenen Ausländer wurde der nichtkatholische Friedhof 1821 offiziell als Cimitero degli stranieri acattolici (Friedhof der nichtkatholischen Ausländer) eingerichtet. Der Cimitero acattolico ist aber auch Grabstätte für nichtkatholische Italiener und für deren dort bereits bestattete Angehörige. Zum Beispiel ist Antonio Gramsci hier begraben.
John Keats, im Jahr 1821 verstorben, und Percy Bysshe Shelley, ertrunken im Jahr 1822, gehören zu den ersten berühmten Personen, die hier beerdigt wurden. Erste Bestattungen im Feld hinter der Cestius-Pyramide – also außerhalb der Stadt, auf den „Prati del popolo romano“ („Wiesen des römischen Volks)“ – fanden jedoch bereits seit 1732 statt, so dass schon auf dem Stadtplan von Giovanni Battista Nolli 1748 diese Begräbnisstätte für Protestanten genannt ist. Die päpstliche Verwaltung erlaubte dabei nur Beerdigungen bei Nacht. Diese Vorschrift und ebenso das Verbot, Grabkreuze zu verwenden, galten bis zum Ende des Kirchenstaates im Jahr 1870.

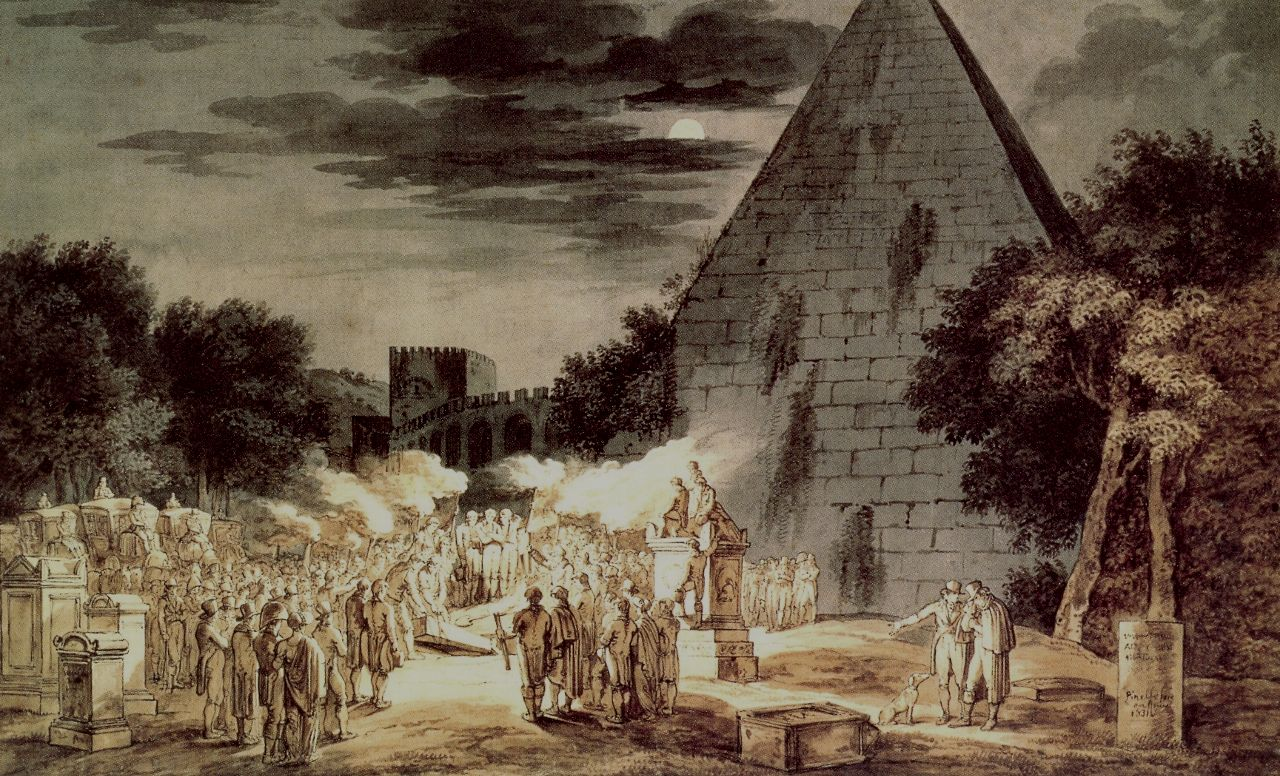
Nächtliche Bestattung an der Cestiuspyramide von Bartolomeo Pinelli (1831)

Zwei solche nächtliche Bestattungen waren die der kleinen Söhne des preußischen Gesandten Wilhelm von Humboldt: 1803 wurde Wilhelm zu Grabe getragen, 1807 sein jüngerer Bruder Friedrich Konstantin Gustav. Diese Gräber, die im ältesten Teil des Friedhofs, in der Parte antica, in der Nähe der Cestius-Pyramide liegen, befinden sich auf dem Grabplatz, den von Humboldt nach dem Tod der Söhne für seine Familie von der Stadtverwaltung erwarb. Später baten protestantische Diplomaten am päpstlichen Hof vergeblich um die Erlaubnis, den Friedhof zum Schutz der Gräber einzäunen zu dürfen. Es wurde aber das östlich sich anschließende Gelände, die heutige Zona vecchia, für die Vergrößerung des Friedhofs zur Verfügung gestellt mit der Erlaubnis, jenes einzufrieden. Die Mauer um die Parte antica wurde erst nach dem Ende des Kirchenstaates errichtet. Die Erweiterung des Friedhofs zur heutigen Größe kam durch den Ankauf des östlich angrenzenden Geländes an der alten Stadtmauer, die nun die Rückseite des Friedhofs bildet, durch die Botschaft des Deutschen Reichs im Jahr 1894 zustande. Dieses Areal ist dreigeteilt, die Sektoren tragen die Bezeichnung Zona prima, Zona seconda und Zona terza. Eine Kapelle wurde im Jahr 1898 errichtet. Von 1871 bis zum Ende des Ersten Weltkriegs wurde der Friedhof vom Botschafter des Deutschen Reichs verwaltet, dann von einem Komitee aus Diplomaten verschiedener Staaten.
Heute ist der Friedhof für Besucher geöffnet, welche dort die – teilweise pompösen – Gruften und mit Skulpturen verzierten Grabmäler besichtigen können. Damit geschmacklose Gestaltungen vermieden werden, müssen alle Entwürfe von Grabdenkmälern der Friedhofsverwaltung vorgelegt werden.
Um die teilweise über 200 Jahre alten Grabmäler und deren Peripherie pflegen zu können, ist der Friedhof auf die Spenden der Besucher angewiesen.

## Auf dem Friedhof begrabene Persönlichkeiten

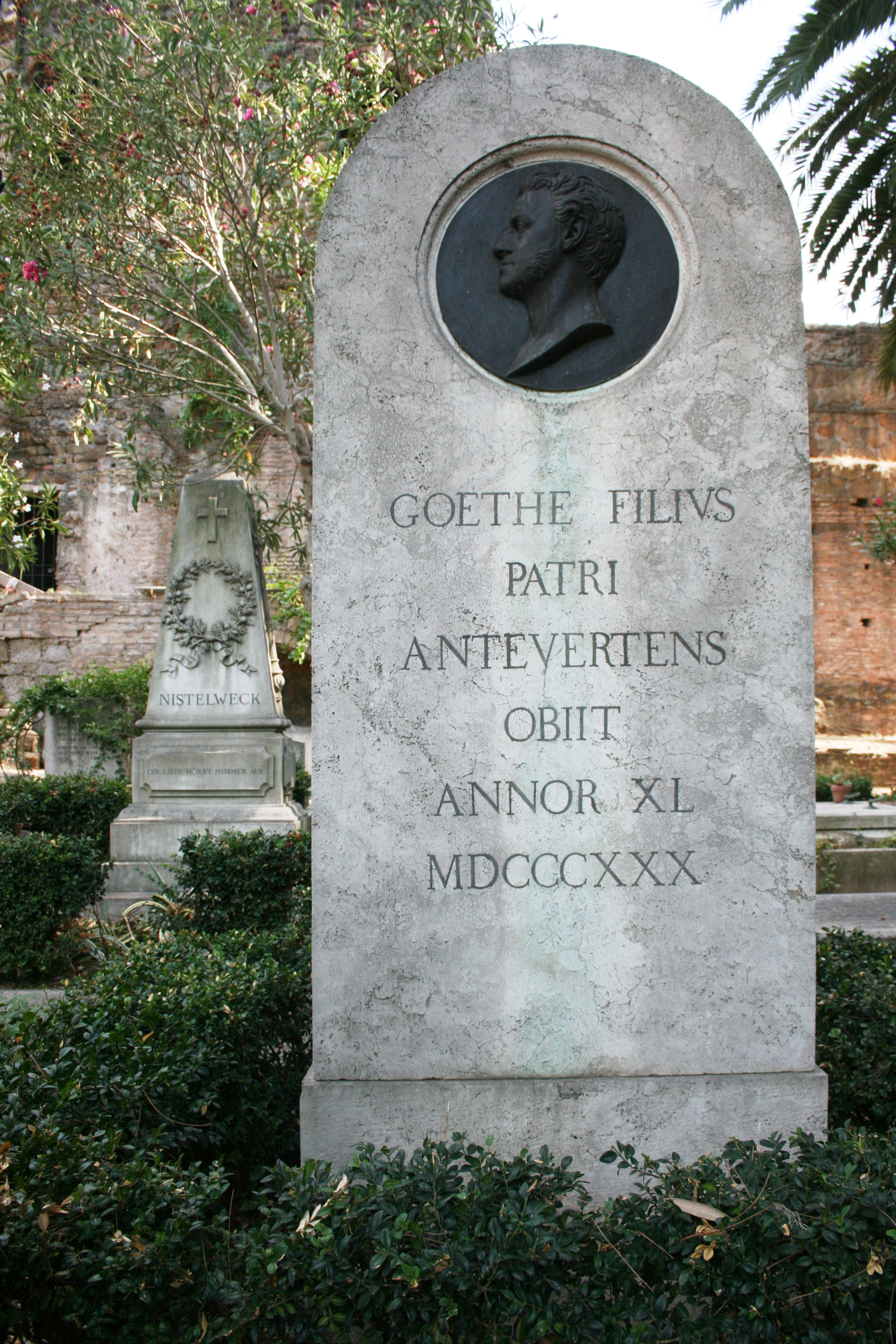
Das Grab von August von Goethe

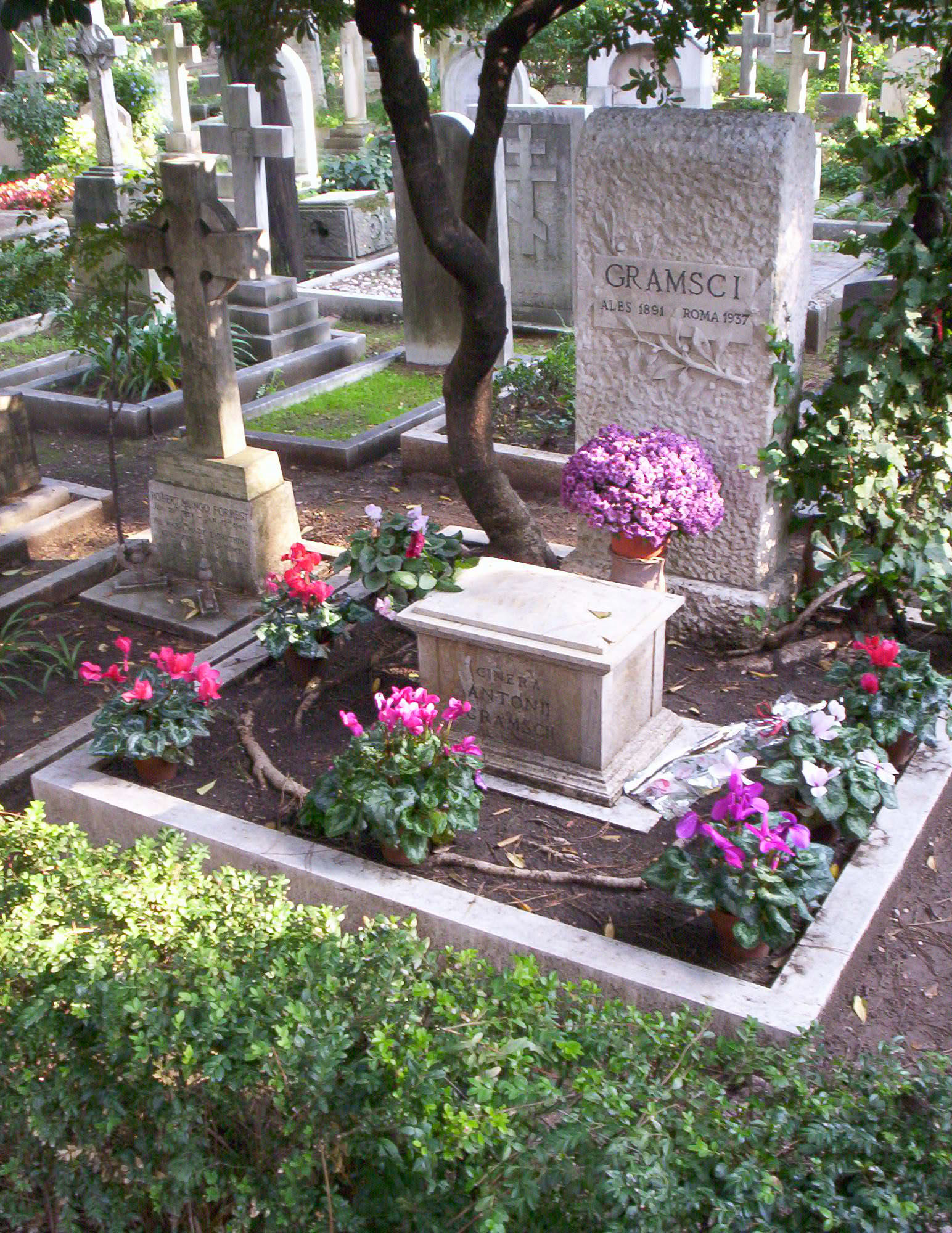
Das Grab von Antonio Gramsci

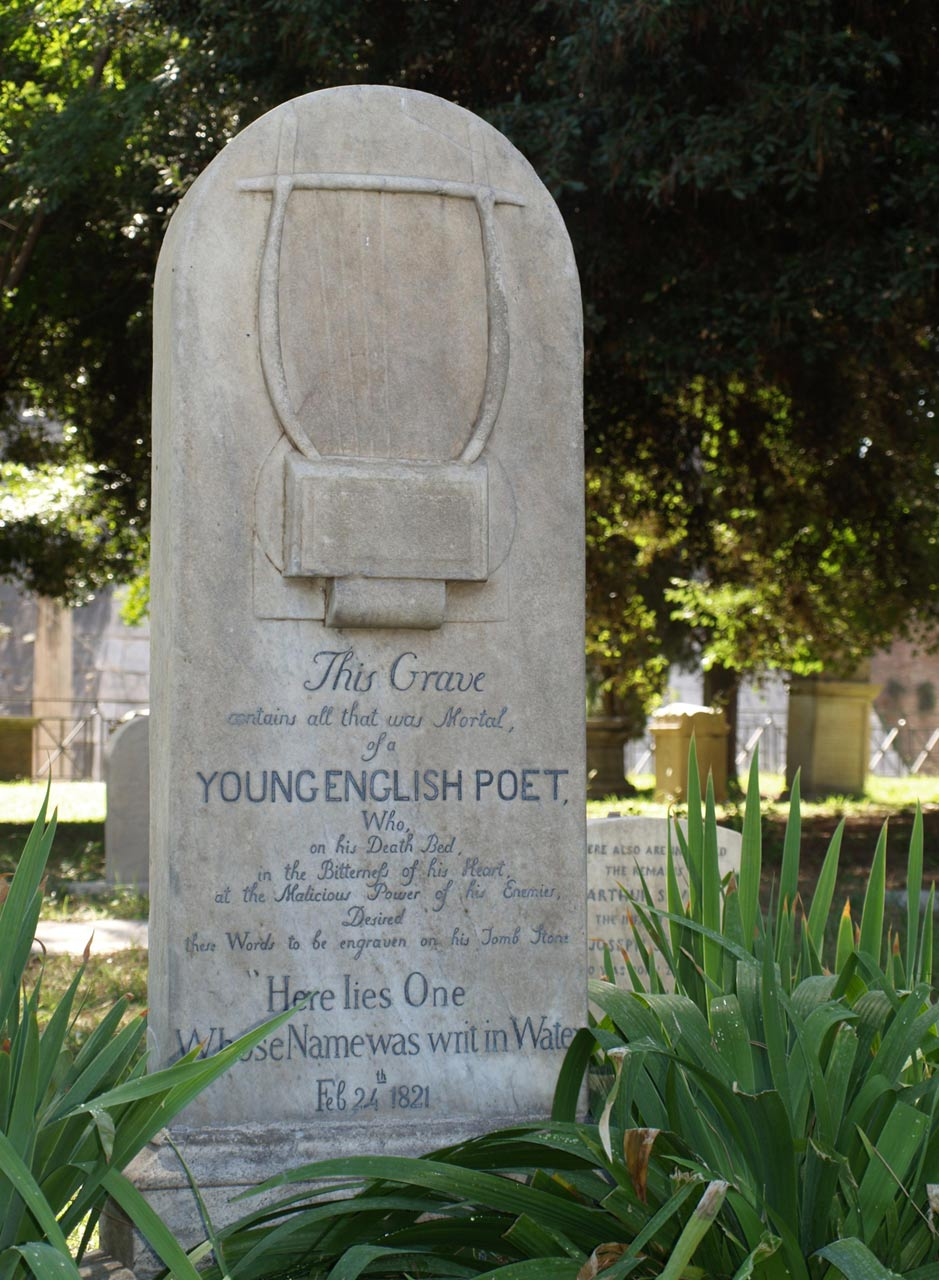
Das Grab von John Keats

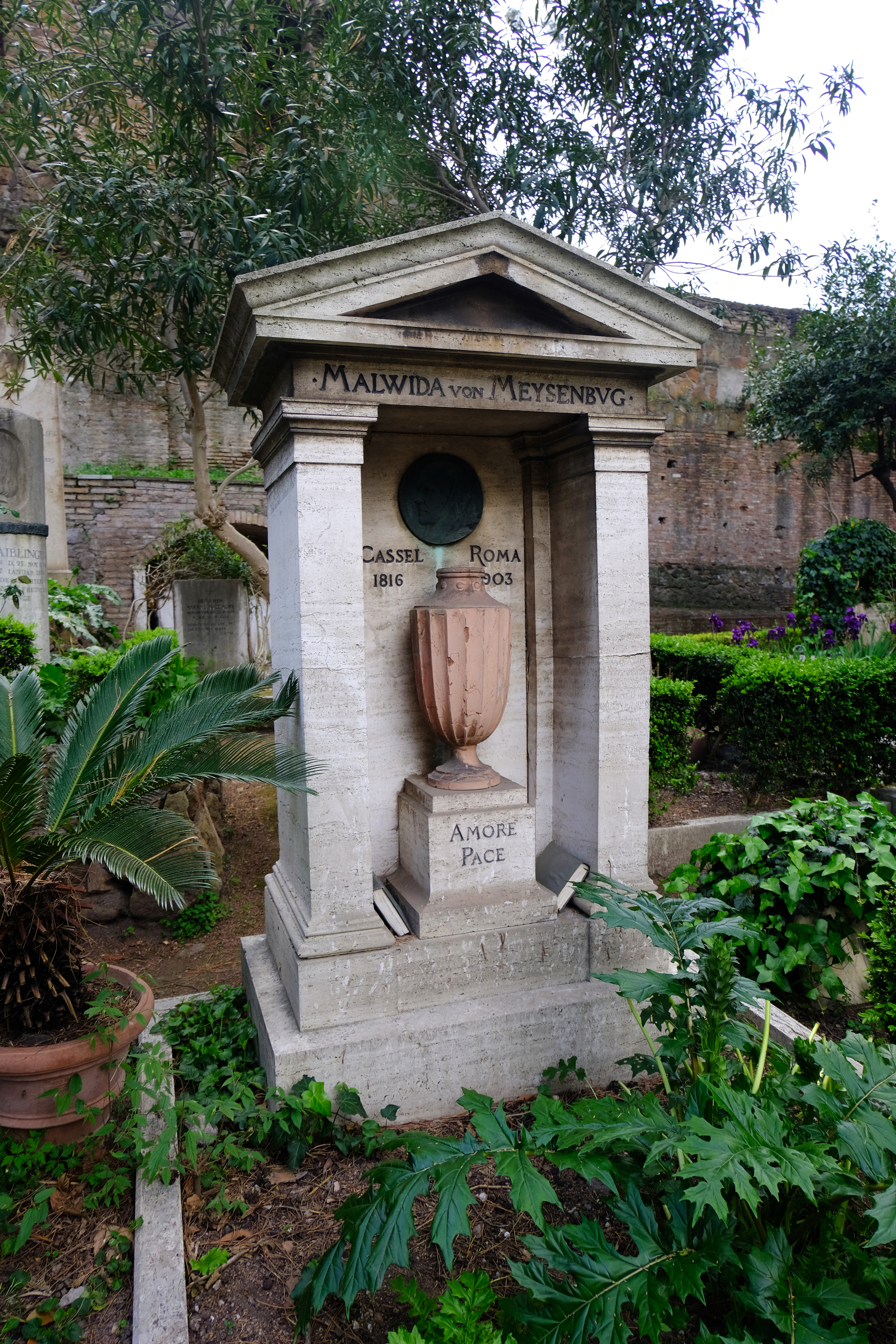
Das Grab von Malvida von Meysenbug

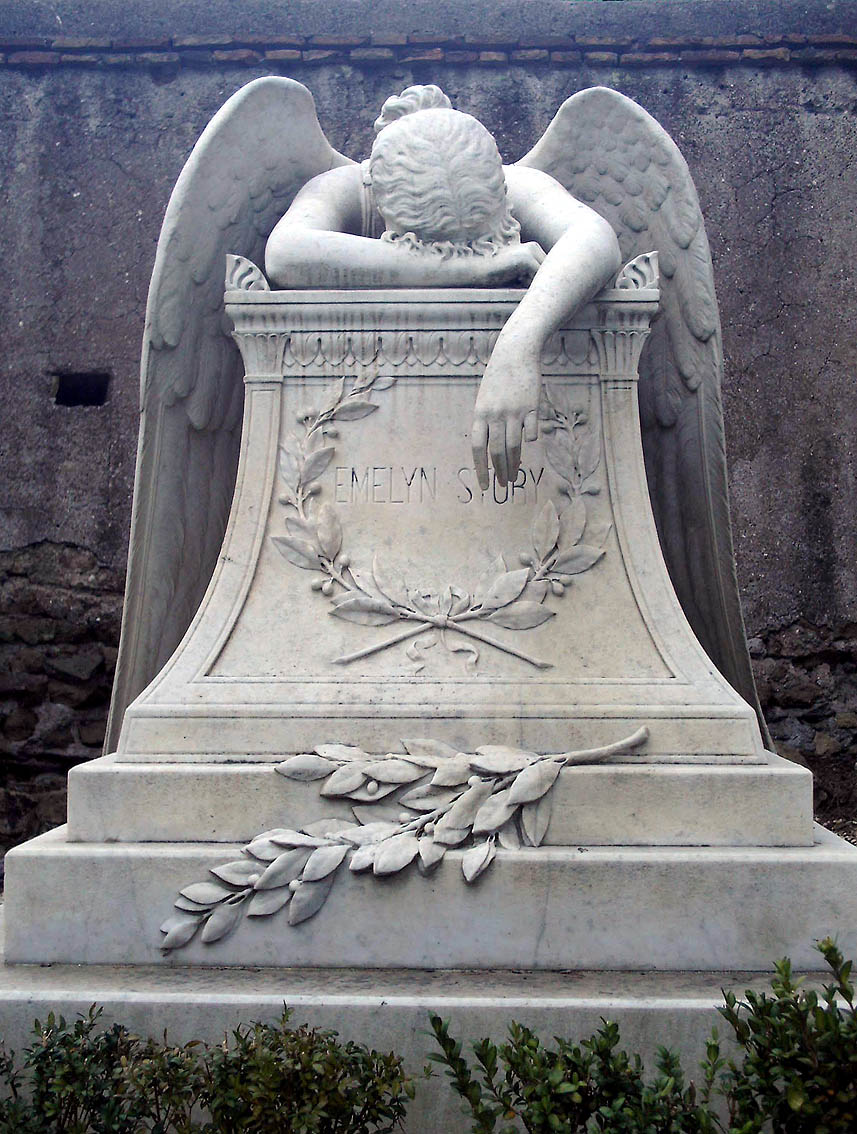
Angel of Grief, das Grab von William Wetmore Story

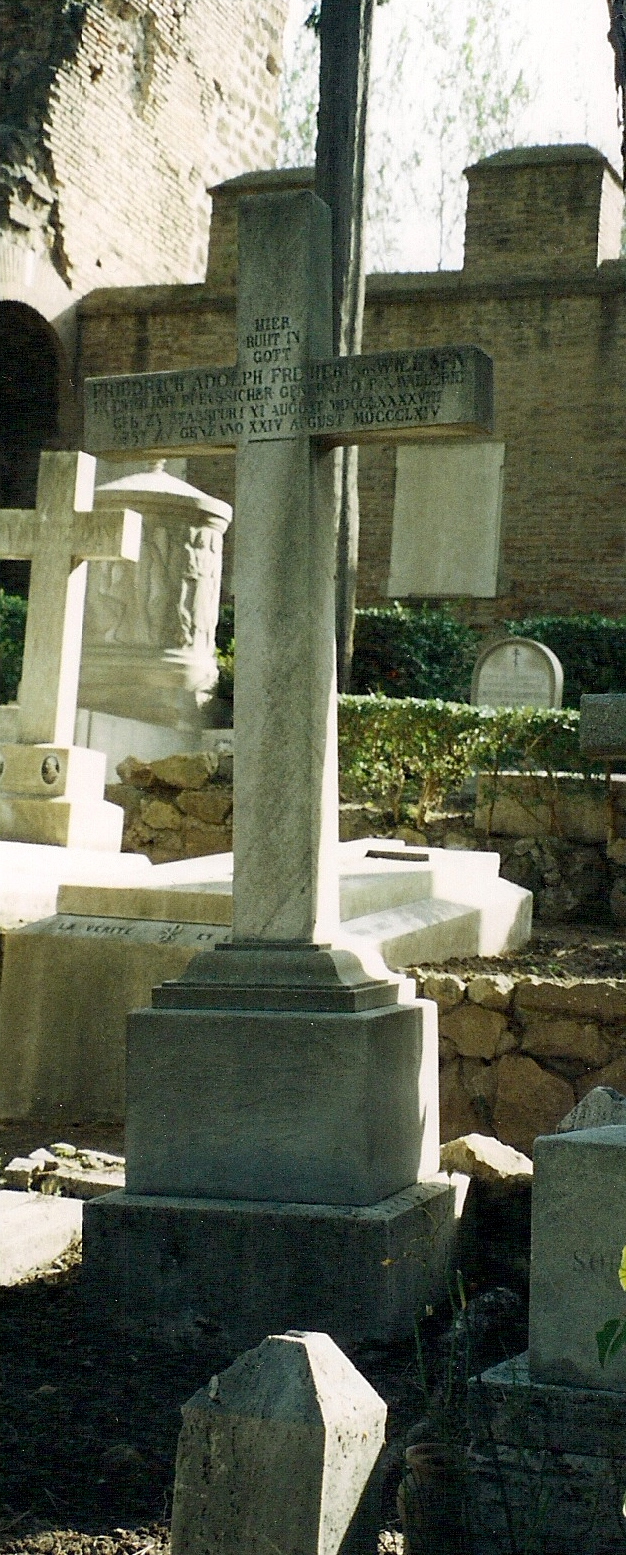
Das Grab von Freiherrn Friedrich Adolf von Willisen

Auf dem Friedhof sind folgende Persönlichkeiten bestattet:
- Walter Amelung (1865–1927), deutscher Archäologe
- Hendrik Christian Andersen (1872–1940), norwegischer Bildhauer
- Robert Michael Ballantyne (1825–1894), schottischer Schriftsteller
- Max Bamberger (1846–1919), deutscher Skandinavist und Übersetzer
- Jakob Ludwig Salomon Bartholdy (1779–1825), preußischer Diplomat
- Dario Bellezza (1944–1996), italienischer Dichter
- Karl Julius Beloch (1854–1929), deutscher Althistoriker
- Peter Berling (1934–2017), deutscher Autor und Schauspieler
- Emil Braun (1809–1856), deutscher Klassischer Archäologe
- Johan Bravo (1796–1876), deutsch-dänischer Maler und Konsul
- Karl Brjullow (1799–1852), russischer Maler
- Leo Bruhns (1884–1957), deutscher Kunsthistoriker
- Ludwig August von Buch (1801–1845), deutscher Diplomat, preußischer Gesandter beim Vatikan
- Otto von Bülow (1827–1901), deutscher Diplomat
- Johann Jürgen Busch (1758–1820), deutscher Bildhauer
- Andrea Camilleri (1925–2019), italienischer Schriftsteller
- Asmus Carstens (1754–1798), deutscher Maler
- Jesse Benedict Carter (1872–1917), US-amerikanischer Klassischer Philologe und Religionswissenschaftler
- Gregory Corso (1930–2001), amerikanischer Dichter
- Cäsar von Dachröden (1808–1882), deutscher Intendant und Hofmarschall
- Richard Henry Dana, Jr. (1815–1882), amerikanischer Jurist, Politiker und Schriftsteller
- Esther Van Deman, (1862–1937), US-amerikanische Archäologin
- Clotilde von Derp, (1892–1974), deutsche Tänzerin
- Adam Eberle (1804–1832), deutscher Historienmaler und Lithograf
- Friedrich August Elsasser (1810–1845), deutscher Maler
- Leon von Erhardt (1847–1933), deutscher Spiritist und Maler
- Nikolai Graf von Fersen (1858–1921), russischer Generalmajor im Gefolge von Zar Nikolaus II.
- Karl Philipp Fohr (1795–1818), deutscher Maler
- Johann Jakob Frey (1813–1865), Schweizer Landschaftsmaler; Grabmal von Ferdinand Schlöth[5]
- Carlo Emilio Gadda (1893–1973), italienischer Schriftsteller
- Franz Gareis (1775–1803), deutscher Porträt- und Historienmaler
- John Gibson (1790–1866), englischer Bildhauer
- August von Goethe (1789–1830), Sohn Johann Wolfgang von Goethes
- Antonio Gramsci (1891–1937), italienischer Philosoph
- William Stanley Haseltine (1835–1900), amerikanischer Landschaftsmaler
- Hugo Harrer (1836–1876), deutscher Landschafts- und Architekturmaler
- Helga von Heintze (1919–1996), deutsche Klassische Archäologin
- Henriette Hertz (1846–1913), deutsche Kunstsammlerin und Mäzenin, Stifterin der Bibliotheca Hertziana
- Christopher Hewetson (1739–1798), irischer Bildhauer
- Ingeborg Hoffmann (1921–1985), deutsche Schauspielerin, Ehefrau von Michael Ende
- Wilhelm Hopfgarten (1789–1860), deutscher Bronzegießer (522 Zona prima)
- William Howitt (1792–1879) und Mary Howitt (1799–1888), britisches Schriftstellerpaar
- Wjatscheslaw Iwanow (1866–1949), russischer Philologe, Dichter und Autor
- Gualtiero Jacopetti (1919–2011), italienischer Regisseur von Dokumentarfilmen
- Harald Jerichau (1851–1878), dänischer Maler
- John Keats (1795–1821), einer der wichtigsten Dichter der englischen Romantik
- August Kestner (1777–1853), deutscher Diplomat und Kunstsammler
- Adolf Klügmann (1837–1880), deutscher Klassischer Archäologe
- Richard Krautheimer (1897–1994), deutsch-amerikanischer Kunsthistoriker
- Trude Krautheimer-Hess (1902–1987), deutsch-amerikanische Kunsthistorikerin
- Heinrich Kümmel (1810–1855), aus Hannover stammender Bildhauer
- Erwin Küsthardt (1867–1901), deutscher Maler und Bildhauer
- Belinda Lee (1935–1961), englische Schauspielerin
- Wolfgang Lotz (1912–1981), deutscher Kunsthistoriker
- Hilde Lotz-Bauer (1907–1999), deutsche Fotografin und Kunsthistorikerin
- Hans von Marées (1837–1887), deutscher Maler
- George Perkins Marsh (1801–1882), amerikanischer Staatsmann und Schriftsteller
- Moritz Meurer (1839–1916), deutscher Maler und Kunstpädagoge
- Olga von Meyendorff (1838–1926), russische Adlige und Salonnière
- Malwida von Meysenbug (1816–1903), deutsche Schriftstellerin
- Eduard Müller (1828–1895) und sein Zwillingsbruder Gustav Müller (1828–1901), auf dem Stein steht „Im Tode vereint“
- Giorgio Napolitano (1925–2023), italienischer Politiker, Staatspräsident 2006–2015
- Egerton Herbert Norman (1909–1957), kanadischer Japanologe und Diplomat
- Friedrich von Ompteda (1770–1819), hannoverscher Gesandter beim Heiligen Stuhl
- August Wilhelm Pauli (1781–1858), deutsch-dänischer Kaufmann und hanseatischer Gesandter in Kopenhagen
- Milena Pavlović-Barili (1909–1945), jugoslawische Malerin und Dichterin
- Max Peiffer-Watenphul (1896–1976), deutscher Maler
- Emma Planck (1837–1923), deutsche Malerin und Fotografin
- Bruno Pontecorvo (1913–1993), italienischer Physiker
- Charlotte Popert (1848–1922), deutsche Malerin
- Frederick Reinhardt (1911–1971), US-Botschafter
- Johann Christian Reinhart (1761–1847), deutscher Maler und Bilderstecher
- Heinrich Reinhold (1788–1825), deutscher Maler
- Sarah Parker Remond (1826–1894), US-amerikanische Abolitionistin
- Gisela M. A. Richter (1882–1972), US-amerikanische Klassische Archäologin
- Helene Richter (1834–1913), deutsche Malerin
- August Riedel (1799–1883), deutscher Maler
- Amelia Rosselli (1930–1996), italienische Schriftstellerin
- Alexander Sacharoff (1886–1963), russischer Tänzer und Choreograph
- Renato Salvatori (1933–1988), italienischer Schauspieler
- Helene Scholz-Zelezny (1882–1974), österreichische Bildhauerin und Medailleurin
- Gottfried Semper (1803–1879), deutscher Architekt
- Joseph Severn (1793–1879), englischer Maler
- Percy Bysshe Shelley (1792–1822), englischer Schriftsteller
- Franklin Simmons (1839–1913), amerikanischer Bildhauer und Maler
- Maja Sprenger (1944–1976), deutsche Archäologin
- William Wetmore Story (1819–1895), amerikanischer Bildhauer und Dichter und seine Frau Emelyn (1820–1895)
- Emma von Suckow (1807–1876), deutsche Schriftstellerin
- Alexander Alexandrowitsch Swedomski (1848–1911), russischer Maler
- Pawel Alexandrowitsch Swedomski (1849–1904), russischer Maler
- John Addington Symonds (1840–1893), englischer Autor
- Johannes Toepffer (1860–1895), deutscher Althistoriker
- Elihu Vedder (1836–1923), amerikanischer Maler
- Wilhelm Waiblinger (1804–1830), deutscher Dichter
- Max Peiffer Watenphul (1896–1976), deutscher Maler
- Ernst Wille (1860–1913), deutscher Architekt
- Friedrich Adolf von Willisen (1798–1864), preußischer General, als Gesandter Preußens beim Heiligen Stuhl Protektor dieses Friedhofes
- Søren Seidelin Winther (1810–1847), dänischer Bildhauer und Elfenbeinschnitzer
- Hermann Wittig (1845–1882), deutscher Medailleur
- Constance Fenimore Woolson (1840–1894), amerikanische Schriftstellerin
- Julius Zielke (1826–1907), deutscher Landschafts- und Vedutenmaler

Ebenso befinden sich die Gräber von zwei Kindern Wilhelm von Humboldts, seinerzeit preußischer Gesandter in Rom, auf dem Friedhof: das seines ältesten Sohnes Wilhelm (1794–1803) und das dessen jüngeren Bruders Friedrich Konstantin Gustav (1806–1807).

## Trivia
Der nichtkatholische Friedhof ist neben dem Rome War Cemetery der einzig erhaltene oberirdische Friedhof Roms, der sich innerhalb der Aurelianischen Stadtmauer befindet.
Eine bemerkenswerte Besonderheit dieses Friedhofs sind die vielen zwischen den Gräbern lebenden herrenlosen Katzen, die von Freiwilligen regelmäßig mit Futter versorgt werden.